# Hrubá Skála
Hrubá Skála è un comune della Repubblica Ceca facente parte del distretto di Semily, nella regione di Liberec.

## Monumenti e luoghi d'interesse
- Chiesa di San Giuseppe
- Castello di Hrubá Skála